# باتريك شور
باتريك شور (بالألمانية: Patrick Schorr)‏ (13 أكتوبر 1994 بفرانكفورت في ألمانيا - ) هو لاعب كرة قدم ألماني في مركز الدفاع. شارك مع منتخب ألمانيا لكرة القدم تحت 18 سنة ومنتخب ألمانيا تحت 19 سنة لكرة القدم ومنتخب ألمانيا تحت 20 سنة لكرة القدم. أما مع النوادي، فقد لعب مع إف إس في فرانكفورت ونادي هوفنهايم و1. FSV Mainz 05 II ‏.

## روابط خارجية
- باتريك شور على موقع قاعدة بيانات كرة القدم.إي يو (الإنجليزية)
- باتريك شور على موقع بيانات كرة القدم. دي إي (الألمانية)
- باتريك شور على موقع Soccerway.com (الإنجليزية)
- باتريك شور على موقع عالم كرة القدم.نت (الإنجليزية)
- باتريك شور على موقع AS.com (الإسبانية)